# Tremotylium australiense
Tremotylium australiense är en lavart som beskrevs av Müll. Arg. 1882. Tremotylium australiense ingår i släktet Tremotylium och familjen Thelotremataceae.   Inga underarter finns listade i Catalogue of Life.